# Consell comunal de Schifflange
El consell comunal de Schifflange (francès: Conseil communal de Schifflange) és el consell local de la comuna de Schifflange, al sud-oest de Luxemburg.
És constituït per tretze membres, escollits cada sis anys mitjançant representació proporcional. Les darreres eleccions es van realitzar el 9 d'octubre de 2005, va donar lloc a la victòria del Partit Socialista dels Treballadors (LSAP). Al collège échevinal, per regles simples el Partit Socialista dels Treballadors (LSAP), té el lideratge de l'alcalde Roland Schreiner.
| Partit                                                             | Partit                                     | Escons | Regidors |
| ------------------------------------------------------------------ | ------------------------------------------ | ------ | --- |
|                                                                    | Partit Socialista dels Treballadors (LSAP) | 7      | Jean-Paul Braquet, Gaby Bruch-Forster, Guy Fehr, Carlo Feiereisen, Raymond Hopp, Roland Schreiner, Sylvie Weyrich-Zwick |
|                                                                    | Partit Popular Social Cristià (CSV)        | 4      | Norbert Carl, Carlo Lecuit, Marc Spautz, Paul Weimerskirch                                                              |
|                                                                    | Partit Democràtic (PD)                     | 1      | Idette Cattivelli |
|                                                                    | Els Verds                                  | 1      | Camille Schütz |
| Font:Commune of Schifflange Arxivat 2015-12-22 a Wayback Machine.> |                                            |        | |